# Barelić
Barelić (cyr. Барелић) – wieś w Serbii, w okręgu pczyńskim, w mieście Vranje. W 2011 roku liczyła 145 mieszkańców.